# Lead and Gold: Gangs of the Wild West
Lead and Gold: Gangs of the Wild West est un jeu vidéo de tir à la troisième personne développé par Fatshark et édité par Paradox Interactive, sorti en 2010 sur Windows et PlayStation 3.

## Accueil
- Jeuxvideo.com : 14/20[1]